# Елена Камбурова
Елена Антоновна Камбурова (рус. Елена Антоновна Камбурова; Стаљинск, 11. јул 1940) совјетска и руска је певачица и глумица, активисткиња за права животиња, оснивачица и уметничка директорка Московског театра музике и поезије; народна уметница Руске Федерације (1995), лауреат Државне награде Руске Федерације (2000).